# Khararic
Khararic o Cararic (vers 460 - 491) fou un rei d'una part dels Francs salis, probablement a Tongres a la segona meitat del segle v.

## Biografia
Khararic era sens dubte un dels descendents del rei Clodió el Cabellut i, per tant, un proper cosí del rei Clodoveu I. Era rei, probablement a Tongres, un dels regnes francs amb els de Tournai, de Cambrai i de Colònia.
El 486, quan el seu cosí Clodoveu va intentar la conquesta del regne de Siagri, li va prometre participar en l'expedició. Tanmateix, en el moment de la batalla, Khararic es va mantenir a distància del grup amb la intenció de no pronunciar-se més que a favor de l'exèrcit victoriós. L'exèrcit de Syagrius es va disgregar ràpidament i els homes de Khararic van participar en els pillatges amb els homes de Clodoveu.
Més tard, el 491 o el 510, Clodoveu va decidir annexar els regnes dels seus cosins. Per a Khararic va prendre com a pretext per atacar-lo, la seva actitud en el moment de la batalla de Soissons. Després de la catalla de Tolbiac Clodoveu va confinar als seus presoners Khararic i el seu fill, a un monestir, i el 507 en saber del seu pla per escapar de la presó monàstica els va fer assassinar. i es va apoderar llavors del seu regne. Alguns anys després de la mort de Khararic, els Francs salis van fer de la seva mort un cant èpic. Es van inspirar per això en la llegenda del rei Mettius Fufetius (Tit Livi Història I, 27 i 28).